# Henri-Montan Berton
Henri-Montan Berton (París, 17 de septiembre de 1767-ibidem, 22 de abril de 1844) fue un violinista, compositor, director de orquesta, musicólogo y profesor universitario francés. 

## Biografía
Era hijo del también compositor Pierre Montan Berton. Fue discípulo de Jean-Baptiste Rey y Antonio Sacchini. Debutó en el Concert Spirituel. Su primer éxito fue Les rigueurs du cloître (1790), una «ópera de rescate» que triunfó en los años de la Revolución francesa, y que influyó en Beethoven. Su obra maestra fue Aline, reine de Golconde (1803), que fue muy imitada en su época. Fue profesor del Conservatoire national supérieur de musique et de danse de París. Entre sus alumnos se encuentra Jacques-Fromental Halévy.
Fue nombrado Oficial de la Legión de Honor.
Su hijo Henri-François Berton fue también compositor.

## Óperas
- Les Rigueurs du cloître, 1790
- Le Nouveau d'Assas, 1790
- Les Deux sentinelles, 1791
- Les Deux sous-lieutenants, ou le Concert interrompu, 1792
- Eugène, ou la Piété filiale, 1793
- Le Congrès des rois, 1794
- Agricol Viala, ou le Héros de la Durance, 1794
- Bélisaire, 1796
- Christophe et Jérôme, ou la Femme hospitalière, 1796
- Ponce de Léon, 1797
- Le Dénouement inattendu, 1797
- Le Rendez-vous supposé, ou le Souper de famille, 1798
- Montano et Stéphanie, 1799
- Le Délire, 1801
- Aline, reine de Golconde, 1803
- La Romance, 1804
- Les Maris garçons, 1806
- Blanche de Provence, 1821